# Bahnhof Romanshorn

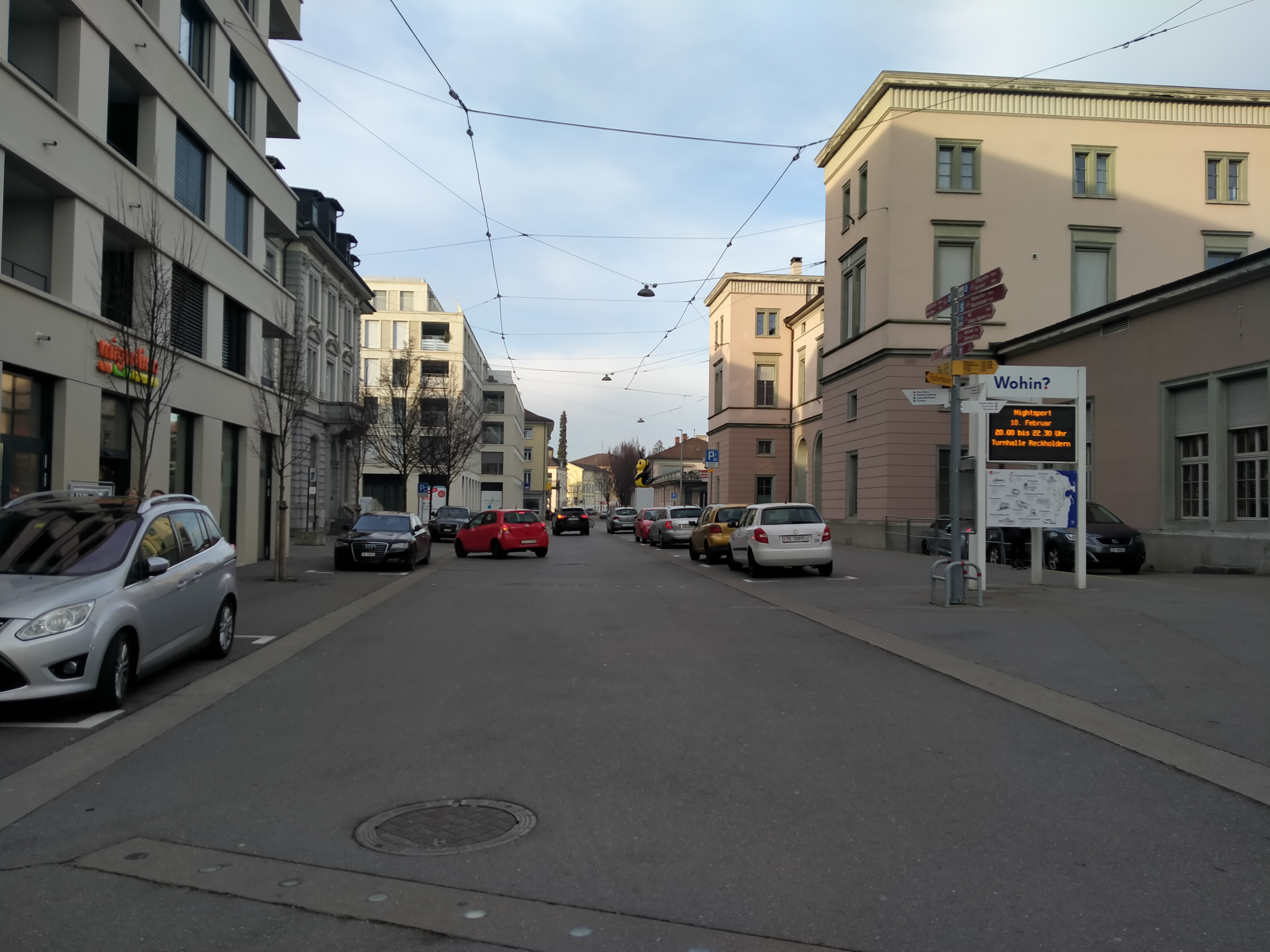
Bahnhofplatz

Der Bahnhof Romanshorn ist ein Eisenbahnknotenpunkt in der Thurgauer Gemeinde Romanshorn am Bodensee. Er wird von den SBB, der Thurbo und der Schweizerischen Südostbahn mit Fern- und Regionalverkehr bedient, unter anderem mit drei Linien der S-Bahn St. Gallen.

## Geschichte

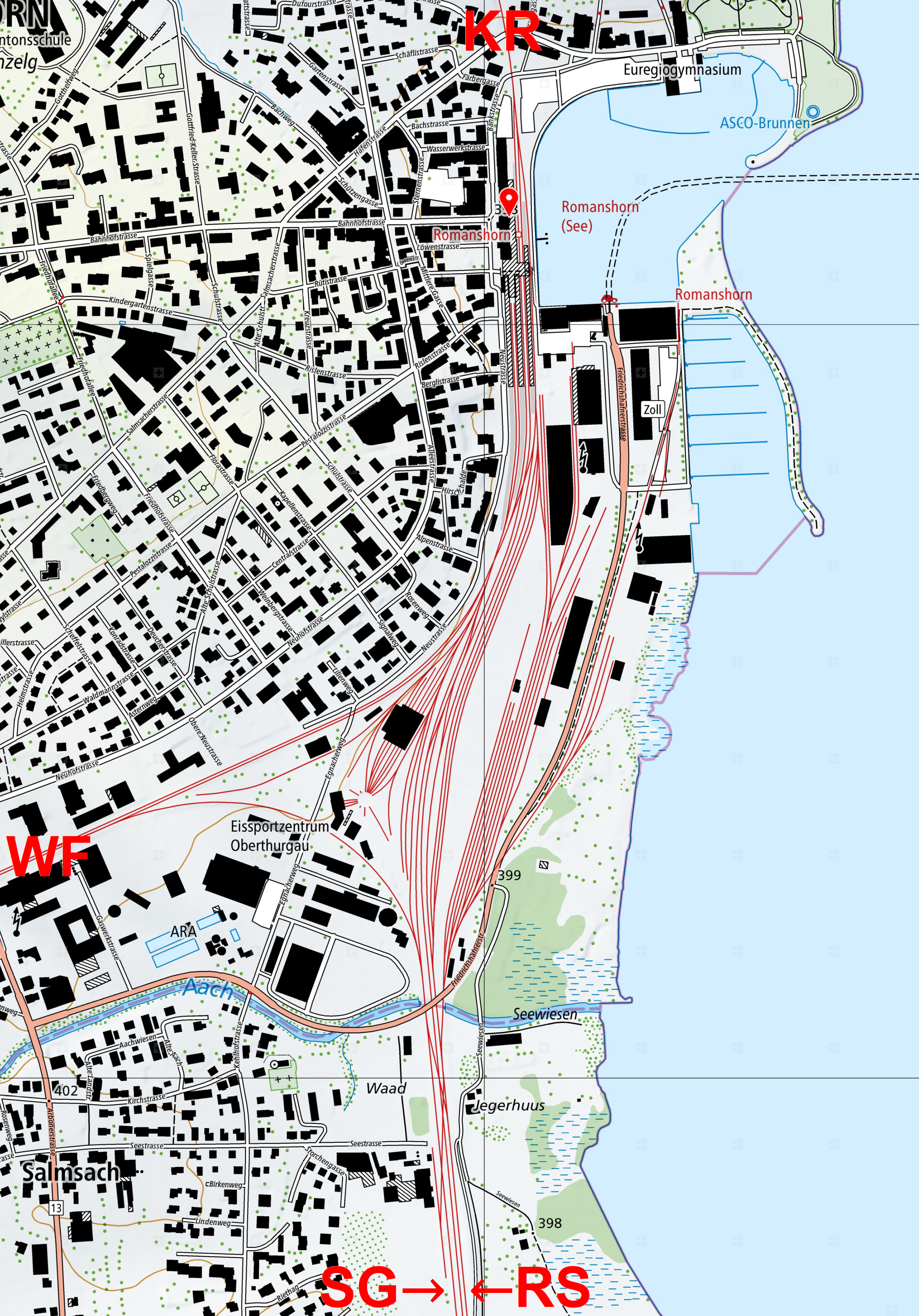
Kartenausschnitt Bahnhof Romanshorn:
KR: SBB nach Kreuzlingen
RS: SBB nach Rorschach
SG: SOB nach St. Gallen
WF: SBB nach Weinfelden

Der Bahnhof wurde 1855 nach zweijähriger Planungszeit zusammen mit der ersten Etappe der Bodenseebahn nach Winterthur als deren Endstation eröffnet. Im selben Jahr entstand nach Plänen von Johann Jakob Breitinger auch das Bahnhofsgebäude.
1869 ging die Seelinie von Romanshorn nach Rorschach der Schweizerischen Nordostbahn in Betrieb. Im gleichen Jahr wurden für den grenzüberschreitenden Güterverkehr von und nach Deutschland Trajektverkehre zwischen Romanshorn und Friedrichshafen sowie Lindau und dem österreichischen Bregenz eingerichtet. Die Verbindung nach Friedrichshafen gilt als Basis für die 1929 eingerichtete Autofähre Romanshorn–Friedrichshafen. Der Trajektverkehr mit Friedrichshafen wurde nach 107-jähriger Betriebszeit 1976 eingestellt, jener nach Lindau und Bregenz mit dem Ausbruch des Zweiten Weltkrieges.
Am 1. Juli 1871 wurde die Bahnverbindung nach Kreuzlingen Hafen und über die Grenze zum Bahnhof Konstanz dem Verkehr übergeben.
Seit 1893 kann der Bahnhof durch eine Verbindungslinie südwestlich umfahren werden.
Am 1. Oktober 1910 eröffnete die Bodensee-Toggenburg-Bahn die Strecke über St. Gallen und Wattwil nach Uznach, wobei das Teisltück Wattwil–Uznach von den SBB erbaut wurde.

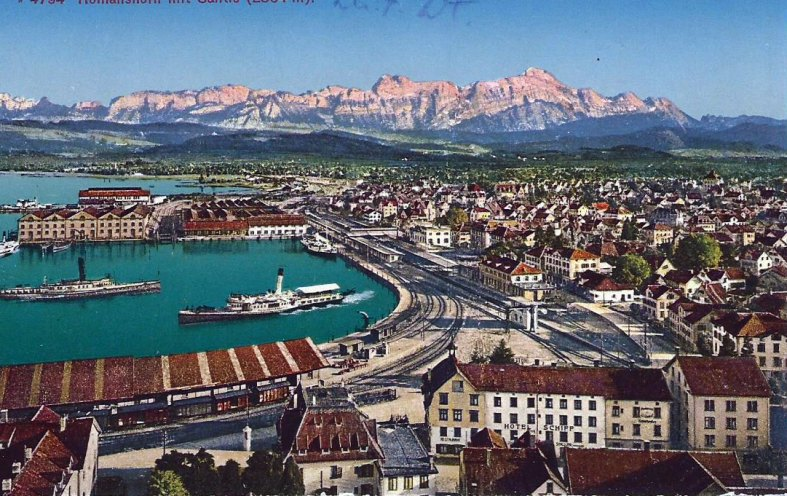
Bahnhof und Hafen Romanshorn um 1910 mit SD Friedrichshafen. Im Hintergrund Alpstein mit Säntis.
Luftbild aus 300 Meter Höhe von Walter Mittelholzer, 1924
Bahnhof und Hafen, 1973
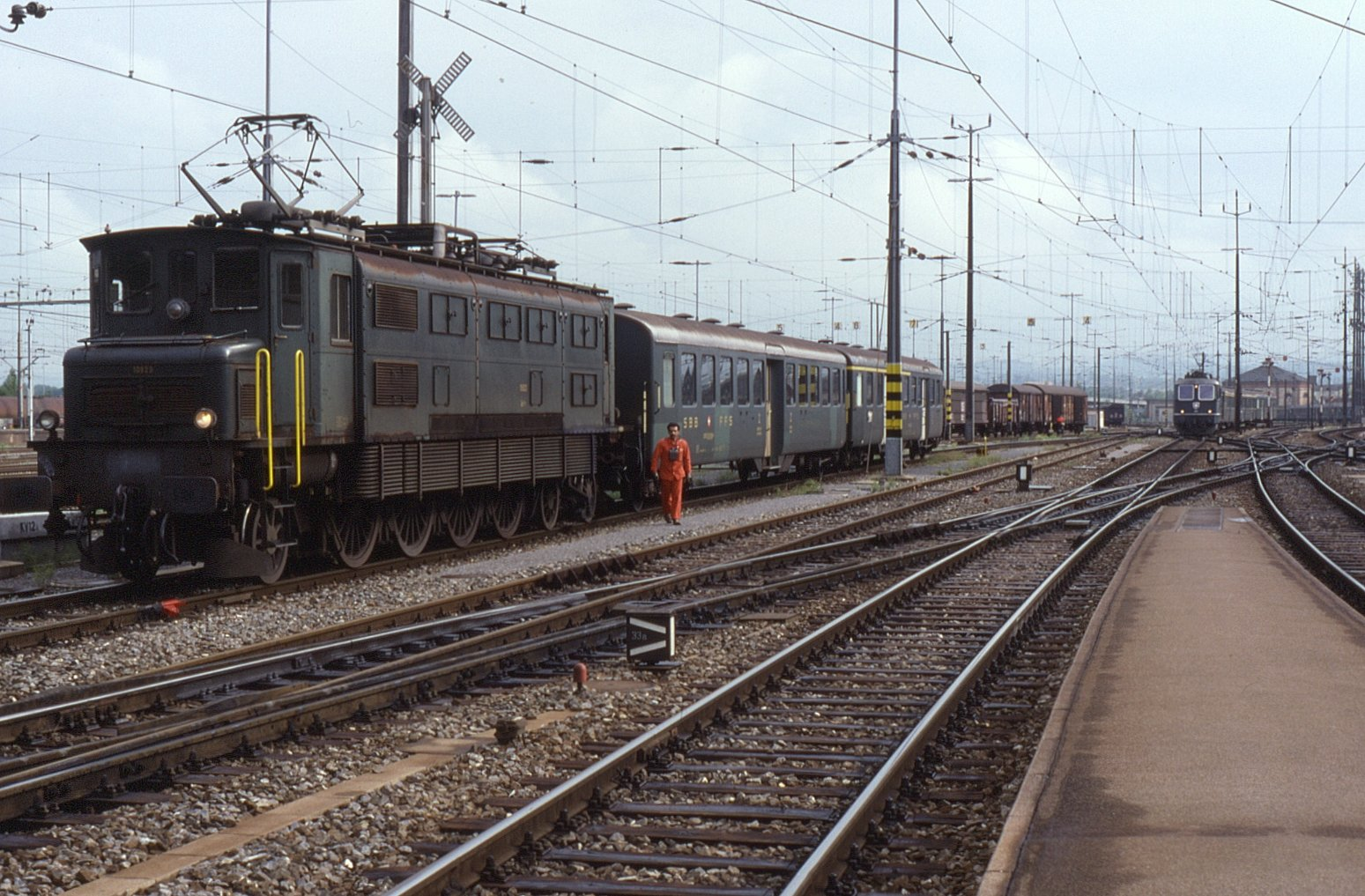
SBB Ae 4/7 in Romanshorn, 1988

### Umbau 2001–2003
Nach einem grossen Umbau zu Beginn des 20. Jahrhunderts wurden im Personenbahnhof rund 90 Jahre lang fast keine nennenswerten Umbaumassnahmen vollzogen.
Um die Jahrtausendwende wurde der Betrieb immer noch durch fünf mechanische Stellwerke der Braunschweiger Firma Jüdel aus dem Jahr 1913 geleitet. Die südliche Ausfahrt wurde von der letzten Signalbrücke in der Schweiz überspannt. Auch die Publikumsanlagen waren veraltet; der Zugang zu den Gleisen 5 und 6 erfolgte über einen Niveauübergang, der durch die legendären «Chetteli», also Ketten und ein Rolltor, gesichert wurde. Um das Umsteigen auf die Fähre zu ermöglichen, mussten die Zürcher Schnellzüge während des Aufenthaltes jeweils zurückgezogen werden und so den Durchgang freigeben. Deshalb entschieden sich die SBB zu einer Investition von 50 Millionen Franken in die Modernisierung des Bahnhofs. Die Beiträge der Gemeinde wurden in einer Abstimmung mit 86 Prozent Ja-Stimmen angenommen.
Die Modernisierung wurde im Sommer 2001 begonnen und dauerte bis Ende November 2003. Stillgelegt wurden das Gleis 1, die Lokremise von 1900 sowie diverse Gebäude und Gleise des ehemaligen Güterbahnhofs. Die mechanischen Stellwerke wurden durch ein elektronisches Siemens-Stellwerk vom Typ SIMIS C ersetzt und damit ebenfalls die Kellensignale und die handbetriebenen Schranken.
Auch im Publikumsbereich wurde der Komfort stark verbessert. Die grosszügige Personenunterführung ersetzte den «Chetteli-Übergang». Zur Fahrgastinformation wurden Fallblattanzeigen und Bildschirme angeschafft, welche die durch Hebel bedienten Tafeln aus dem Jahr 1920 ersetzten. Die Bahnsteige wurden erhöht, die Dächer und Lautsprecher erneuert. Die beiden Kioske wurden durch einen Neubau ersetzt. Dank einer Verlängerung des Bahnsteiges 2 können die Schnellzüge in Richtung Zürich nun auf dem Gleis 3 verkehren.
Im Zuge dieses Umbaus wurde auch der Bahnhofplatz erneuert. Für Aufsehen bis über die Landesgrenzen hinaus sorgte dabei die Plastik des Fabelwesens «Mocmoc» des Künstlerduos Com&Com. Die hitzigen Debatten in der Bevölkerung führten zu einer Konsultativabstimmung, bei der sich die Stimmberechtigten am 17. Mai 2004 mit 53,5 % Ja für den Verbleib des «Mocmoc» auf dem Bahnhofplatz aussprachen.

### Entwicklungen seit 2003

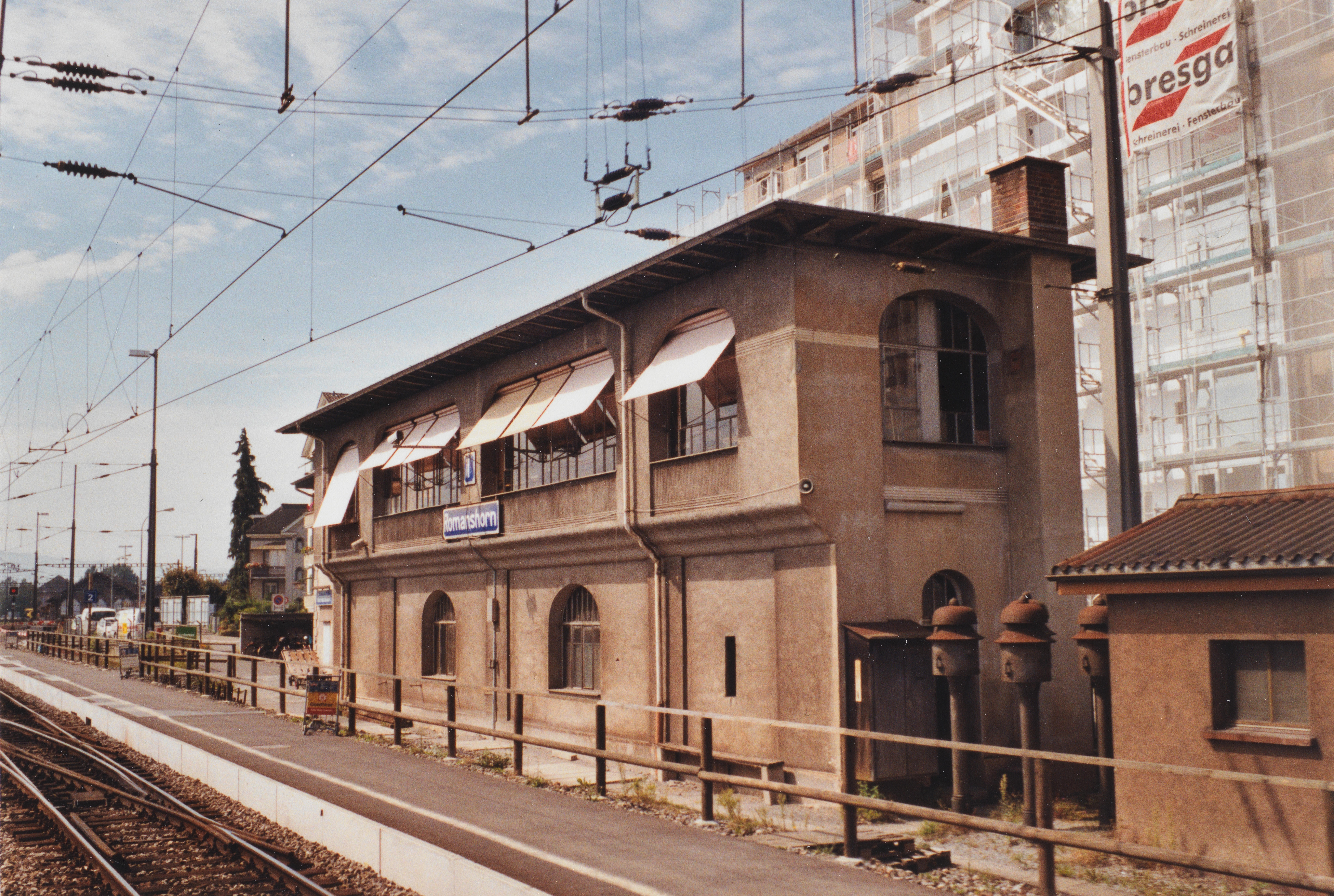
Stellwerk II

In der Lokremise der SBB betreibt seit 2003 Locorama eine Eisenbahn-Erlebniswelt. Auch die mechanischen Stellwerke, die historische Signalbrücke, der Kohleschuppen und der Wasserkran sind Teile von Locorama.
Im Zuge von Bahn 2000 wurde ein mit IC2000-Zügen geführter InterCity-Stundentakt zwischen Romanshorn und Brig eingeführt.
Im Zuge der Linienreform der S-Bahn St. Gallen wurde 2013 der Voralpen-Express auf den Zuglauf St. Gallen–Luzern verkürzt und zwischen Romanshorn und St. Gallen durch die Verdichtung der S3 von Nesslau-Neu St. Johann über St. Gallen und Romanshorn nach Schaffhausen ersetzt.

## Betrieb
| Ziel       | Reisezeit |
| ---------- | --------- |
| Amriswil   | 5 min     |
| Arbon      | 8 min     |
| Konstanz   | 16 min    |
| Weinfelden | 17 min    |
| St. Gallen | 18 min    |

Vom Bahnhof Romanshorn gibt es direkte Verbindungen nach Zürich, St. Gallen, Konstanz, Kreuzlingen, Rorschach, Schaffhausen, Amriswil, Weinfelden, Wil, Brig, Interlaken und Bern (Stand Fahrplanjahr 2019).

### Fernverkehr

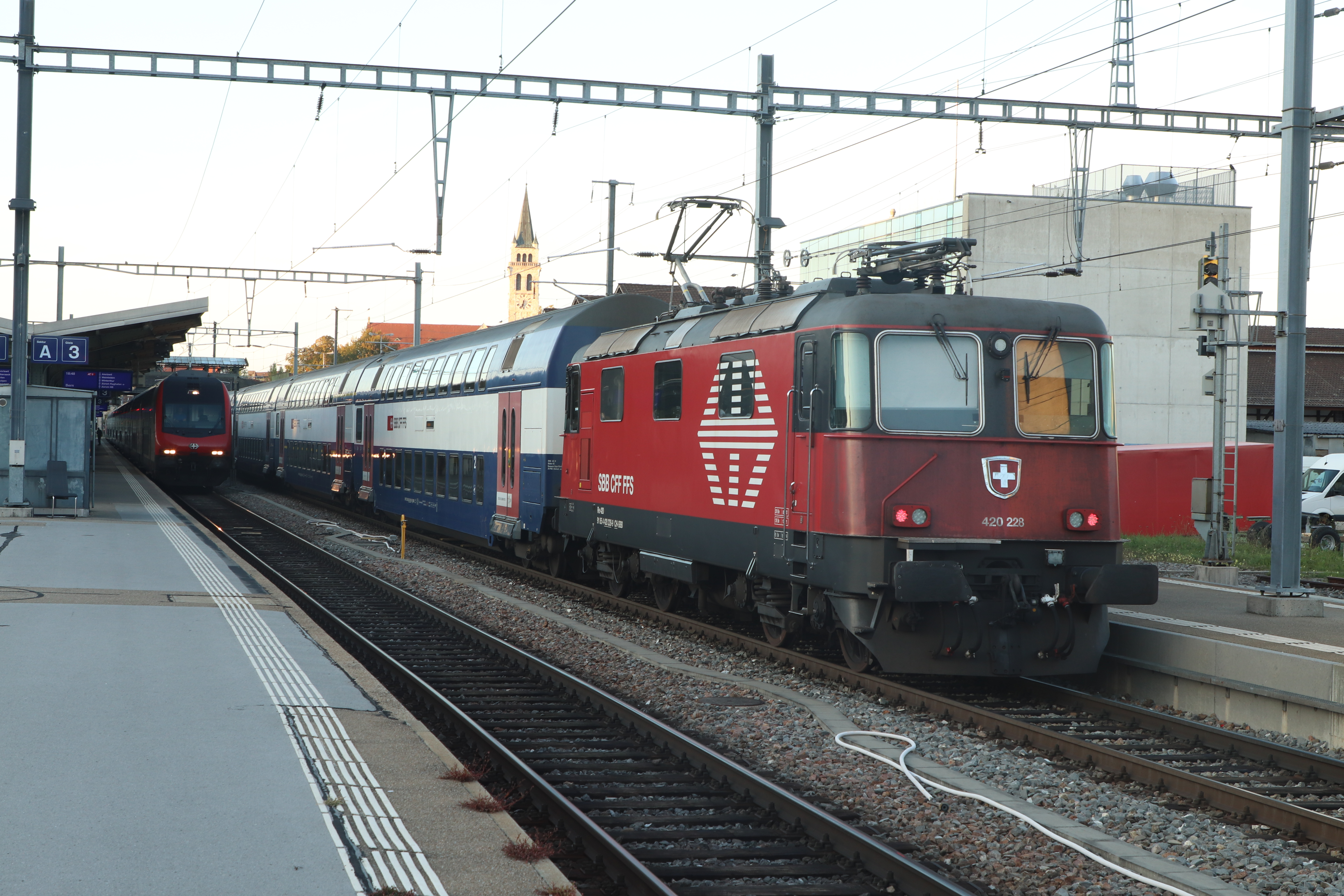
Intercity aus Brig (links) und Entlastungszug aus Zürich (rechts)

- 8 Brig – Bern – Zürich HB – Romanshorn   BZ FS RZ
- 81 Interlaken Ost – Bern – Zürich HB – Romanshorn   BZ FS RZ

### Regionalverkehr
- RE 1 Herisau – St. Gallen – Romanshorn – Kreuzlingen Hafen – Konstanz (Thurbo)

S-Bahn St. Gallen
- S 1 Wil – Gossau SG – St. Gallen –  Romanshorn – Kreuzlingen – Schaffhausen (Thurbo)
- S 7 Weinfelden – Sulgen – Romanshorn – Rorschach (– St. Margrethen – Bregenz – Lindau-Reutin) (Thurbo)
- S 10 Wil – Weinfelden – Sulgen – Romanshorn (Thurbo)

S-Bahn Zürich

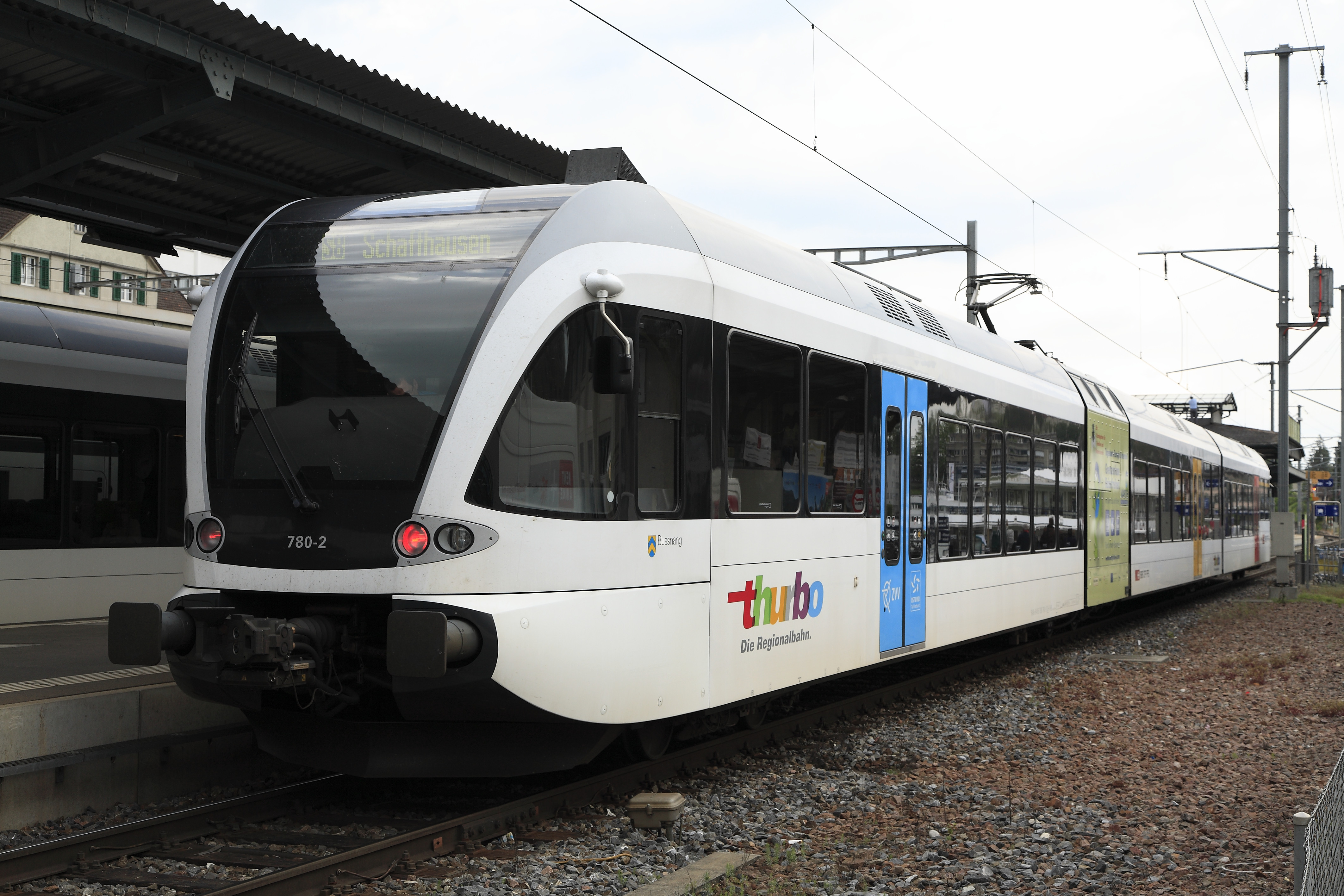
S-Bahn der Thurbo

- S 23 (Zürich HB – Stadelhofen – Winterthur (– Romanshorn))  (nur zwei Verbindungen zur HVZ in Lastrichtung)

Nachtnetz
- SN30 Winterthur – Frauenfeld – Weinfelden – Romanshorn  (Thurbo)
- SN71 Romanshorn – Kreuzlingen – Konstanz (Thurbo)
- SN72 St. Gallen – Romanshorn (Thurbo)